# مقبرة الباب الصغير
مقبرة الباب الصغير وتعرف بين الناس باسم مقبرة باب الصغير أحد أشهر مقابر مدينة دمشق الإسلامية وأكبرها، وغالبًا ما تتوراث العائلات القبور فيها ويُدفن بها الموتى حتى يومنا هذا.

## لمحة تاريخية
تُعتبر مقبرة الباب الصغير من أقدم المقابر ويرجع تاريخها إلى السنوات الأولى لدخول الإسلام"، يقول الباحِث وأستاذ الآثار إياد يونس، مُضيفًا إنها "أسّست سنة 13 للهجرة، 670 ميلادي، وهي من أشهر وأكبر مقابر دمشق". وتأتي أهمية هذه المقبرة كونها بقيت منذ الفترات الأولى لدخول الإسلام إلى وقتنا الحالي، وتقع في مدينة دمشق بالقرب من البوابة القديمة للمدينة التي تسمّى الباب الصغير، وضمّت العديد من الشخصيات الإسلامية والدينية والفكرية كما ذكرتها المصادر أو المراجع إضافة إلى المشاهدة الأثرية بالعين المُجرّدة.

## الأضرحة
في مقبرة الباب الصغير أضرحة الكثير من الشخصيات التاريخية المهمة إلى جانب العديد من الشخصيات ذات منزلة إسلامية رفيعة، مثل:

### أهل البيت
- فضة النوبية.
- سَكينة بنت الحسين.
- فاطمة الصغرى بنت الحسين.
- أسماء بنت عُميس.
- ميمونة بنت الحسن.[2]
- حميدة بنت مسلم بن عقيل بن أبي طالب.[2]
- عبد الله بن علي بن الحسين.[2]
- أبان بن عثمان بن عفان.[2]
- عبد الله بن جعفر الصادق.[2]
- أم المؤمنين وزوجة النبي هند أم سلمة.[2]
- أم المؤمنين وزوجة النبي رملة أم حبيبة.[2]
- أم المؤمنين وزوجة النبي حفصة بنت عمر.[2]
- عبد الله بن جعفر بن أبي طالب.
- محمد بن عمر بن علي بن أبي طالب.[3]
- خديجة بنت زين العابدين.[3]
- أم الحسن بنت جعفر بن الحسن بن الحسن بن علي بي أبي طالب.[3]
- علي بن عبد الله بن عباس.[3]
- أم الحسن بنت علي بن أبي طالب.[3]
- سلمان بن علي بن عبد الله بن العباس.[3]
- محمد بن عبد الله بن الحسين بن أحمد بن إسماعيل بن جعفر الصادق.[4]

### الصحابة
- أبو الدرداء الأنصاري.[5]
- هجيمة أم الدرداء.
- عبد الله بن أم مكتوم.[2]
- دحية بن خليفة الكلبي.[2]
- فضالة بن عبيد.
- أبان بن عثمان بن عفان.
- أوس بن أبي أوس الثقفي
- عبد الله بن مسعود
- أبي بن كعب
- بلال بن رباح.[3]
- واثلة بن الأسقع الليثي.[6]
- سهل ابن الحنظلية الأنصاري.[3]

### التابعين
- أويس القرني.[6]
- كعب الأحبار.[3]

### أشهر الحكام
- معاوية بن أبي سفيان.[6]
- معاوية بن يزيد بن معاوية
- صلاح الدين الأيوبي
- الملك العادل أبو بكر بن أيوب
- نور الدين محمود
- الوليد بن عبد الملك.[7]

### أشهر علماء دمشق وزهادها
- شمس الدين الذهبي
- ابن هشام النحوي
- ابن رجب الحنبلي
- ابن قيم الجوزية.[8]
- ابن عساكر
- البهلول
- إبراهيم القونوي.
- قطب الدين الشيرازي
- علي بن عبد الرحمن الصوري

### أشخاص آخرون
- أحمد بن عبية المقدسي
- محمد بن إبراهيم العمادي
- أحمد بن عبد الله البعلي
- الشيخ عبد الهادي الباني
- الشاعر نزار القباني
- شكري القوتلي.
- الفارابي[1]
- شمس الدين الداودي المقدسي[9]
- أحمد شاكر الكرمي، أديب وكاتب فلسطيني.[10]
- المخرج حاتم علي.

## قبر السيدة سكينة
المشهور أنه لسكينة بنت الحسين، ذكر السيد محسن الأمين العاملي نقلاً عن الشيخ عباس القمي النجفي أن الاسم المكتوب على الصندوق هو سكينة بنت الملك. وقيل أن القبر هو لسكينة بنت الحسين ذي الدمعة.